# 中国国家女子七人制橄榄球队
中国女子橄榄球队，隶属于中国橄榄球协会，代表中国参加国际橄榄球赛事，2009年首次参加世界杯七人制橄榄球赛，2020年在东京奥运会首次亮相奥运会，2024年参加了法国巴黎奥运会。